# Амбелау (мова)
Амбелау (індонез. Bahasa Ambelau) — австронезійська мова, якою спілкується однойменна народність, що становить основне населення індонезійського острова Амбелау — індонез. Pulau Ambelau, а також проживає у південно-східній частині острова Буру — індонез. Pulau Buru (обидва острови входять до складу провінції Малуку — індонез. Provinsi Maluku). Чисельність носіїв — близько 5700 осіб, з них більше як 5000 — на Амбелау.
Належить до центрально-молуккської гілки центрально-малайсько-полінезійських мов. Іноді її виділяють в окрему підгрупу в рамках їхньої східної групи, однак така категоризація не є загальноприйнятою.
Попри географічну близькість островів Амбелау і Буру (близько 20 км), мова амбелау лінгвістично досить відрізняється від більшості мов корінних народностей останнього. Найбільша лексична спільність (близько 44 %) виявлена з масарете — південним діалектом буруанської мови.
В рамках мови амбелау діалектів не виділено. Зокрема, амбелаунці острова Буру в мовному плані суттєво не відрізняються від основної маси своїх одноплемінників — компактно проживаючи в селі Ваетава на південно-східному березі Буру, вони зберігають тісні культурні, соціальні та господарські зв'язки з Амбалау.
Амбелауанці активно вживають цю мову в побуті і в суспільному житті, при тому, що значна частина носіїв на функціональному рівні володіє державною мовою Індонезії — індонезійською.
Найбільш суттєві дослідження мови амбелау провело в 1980-их роках подружжя Чарльз (англ. Charles E. Grimes) і Барбара (англ. Barbara Dix Grimes) Граймс — австралійські місіонери і етнографи, активні учасники організації SIL International (не плутати з Джозефом (англ. Joseph E. Grimes) і Барбарою (англ. Barbara F. Grimes) Граймс, батьками Чарльза, також відомими австралійськими етнографами).